# Boeing XF8B
Boeing XF8B (Mẫu 400) là một loại máy bay tiêm kích do hãng Boeing phát triển trong Chiến tranh thế giới II, XF8B dự kiến sẽ trang bị cho các tàu chiến của Hải quân Hoa Kỳ.

## Quốc gia sử dụng
Hoa Kỳ
- Không quân Lục quân Hoa Kỳ
- Hải quân Hoa Kỳ

## Tính năng kỹ chiến thuật (Boeing XF8B-1)
Đặc điểm tổng quát
- Kíp lái: 1
- Chiều dài: 43 ft 3 in (13,1 m)
- Sải cánh: 54 ft (16,5 m)
- Chiều cao: 16 ft 3 in (5 m)
- Diện tích cánh: 489 ft² (45,4 m²)
- Trọng lượng rỗng: 13.519 lb (6.132 kg)
- Trọng lượng có tải: 20.508 lb (9.302 kg)
- Trọng lượng cất cánh tối đa: 21.691 lb (9.839 kg)
- Động cơ: 1 × Pratt & Whitney XR-4360-10, 3.000 hp (2.240 kW)

 Hiệu suất bay 
- Vận tốc cực đại: 376 knot (432 mph, 695 km/h)
- Vận tốc hành trình: 165 knot (190 mph, 306 km/h)
- Tầm bay: 2,435 hải lý (2.800 dặm, 4.500 km)
- Trần bay: 37.500 ft (11.400 m)
- Vận tốc lên cao: 2.800 ft/phút (850 m/phút)
- Công suất/trọng lượng: 0,15 hp/lb (240 W/kg)

Trang bị vũ khí

- 6 × súng máy 0.50 in (12,7 mm) hoặc 6 × pháo 20 mm
- 2.200 lb (1415 kg) bom hoặc 1 × ngư lôi 2.000 lb (900 kg)